# Linea Yamanote
La linea Yamanote (山手線?, Yamanote-sen) è una linea ferroviaria suburbana di Tokyo, a scartamento ridotto, posseduta e gestita dalla compagnia East Japan Railway Company, (parte del Gruppo JR).
Con i suoi quasi 4 milioni di utenti al giorno (poco meno dell'intero sistema di trasporti di New York), la Linea Yamanote si pone come una delle ferrovie metropolitane più utilizzate al mondo.
Il percorso della Linea Yamanote funge da circolare per la città di Tokyo e disegna un anello intorno al centro della città, incrociando buona parte delle altre linee dei trasporti di Tokyo, che sono più di 50. I convogli della Linea Yamanote sono facilmente riconoscibili per via del loro caratteristico colore grigio con finiture verdi. Per linea Yamanote si intende in realtà il servizio ferroviario corrispondente, in quanto solo circa metà del percorso è costituito dalla Linea Yamanote propriamente detta. Oltre a questa, i treni sfruttano i binari delle linee Tōhoku e Linea principale Tōkaidō.

## La linea

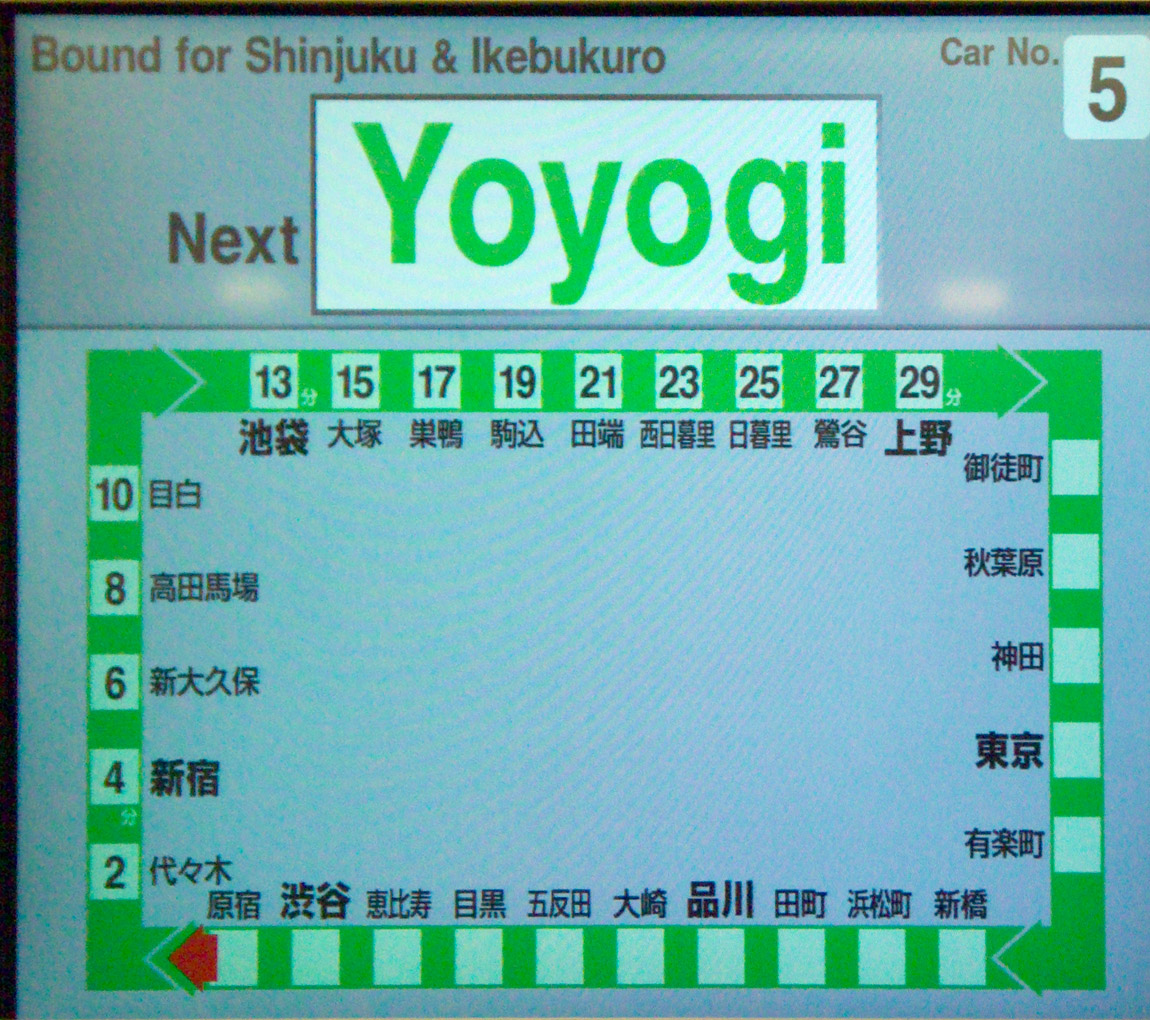
Display in vettura indicante la direzione (oraria) e la prossima fermata (Yoyogi).

Durante il percorso il treno compie un anello attorno ai quartieri centrali della città di Tokyo. La linea è dotata di doppio binario e questo consente ai convogli di correre in entrambe le direzioni contemporaneamente; ognuno dei due binari è utilizzato per un solo senso di marcia.
Il primo treno parte alle 4:30 del mattino, l'ultima corsa è effettuata alle 1:20 di mattina ed è molto trafficata perché molti giapponesi la usano dopo aver concluso la propria serata in città. All'ora di punta ci sono treni ogni 2' 30" in entrambe le direzioni, l'intero tragitto impiega un periodo che varia dai 61 ai 64 minuti. I treni sono dotati di aria condizionata e di piccoli video LCD da 15", posti a intervalli regolari di spazio sopra i finestrini, che intrattengono i passeggeri con notizie di attualità e consigli pubblicitari. 
Sopra le porte sono presenti dei display con delle schermate che mostrano il percorso del treno, la stazione in cui si sta per arrivare con il tempo mancante, le possibili coincidenze e il lato del veicolo da cui si apriranno le porte. Ognuna di queste schermate alterna la lingua giapponese (in hiragana e kanji) all'inglese, inoltre poco prima di ogni fermata si viene avvisati da uno speaker che avvisa i passeggeri nelle stesse lingue dei display. Ogni stazione è caratterizzata da un breve jingle musicale che parte appena arriva il treno.
Il tratto più trafficato della linea è il tratto Shinjuku-Ikebukuro. Shinjuku è la stazione più trafficata del mondo, e Ikebukuro la seconda per grandezza in tutto il Giappone.

## Storia

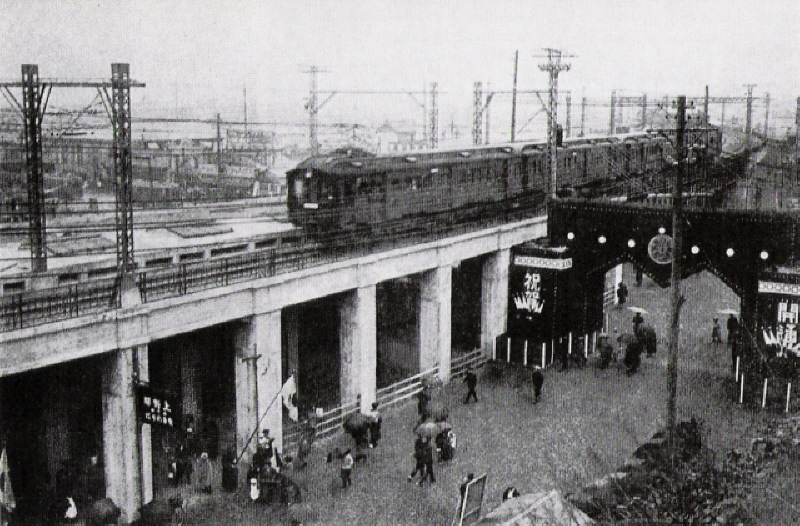
La Yamanote nel 1925

La linea Yamanote ebbe origine nel 1885, per opera delle Ferrovie del Governo del Giappone, con la costruzione di un tratto della Linea Shinagawa tra la stazione di Shinagawa e la stazione di Akabane. Nel 1903 la parte principale dell'anello, che va dalla stazione di Ikebukuro a quella di Tabata, fu completata e prese il nome di Linea Toshima (豊島線). Le due linee furono fuse nel 1909 al termine dei lavori di elettrificazione prendendo il nome Yamanote. All'epoca della fusione delle due linee l'anello non era completo e per questo i convogli dovevano percorrere dei tragitti lungo la Linea Principale Chūō e la Linea Keihin-Tōhoku, viaggiando da Nakano alla stazione di Tokyo per poi percorrere la linea Yamanote fino a Tabata.
L'anello fu completato nel 1925 con l'apertura del tratto tra la stazione di Kanda e la stazione di Ueno, realizzando un collegamento che andava dal nord al sud della città passando per la stazione centrale di Tokyo e per il centro della città. Nello stesso anno venne inaugurata anche una linea parallela lungo il lato ovest dell'anello (tra Shinagawa e Tabata) dedicata al trasporto di merci.
Nel periodo precedente alla seconda guerra mondiale il Ministro per le Ferrovie non permise che nuove linee private attraversassero la Yamanote per arrivare nei quartieri centrali. Questa politica portò allo sviluppo di importanti centri economici vicino alle stazioni situate in quartieri all'epoca periferici. La Linea Yamanote cominciò ad avere la forma attuale nel 1956, quando vennero separati i tratti in comune con la Linea Keihin-Tōhoku e fu dotata di un proprio segmento autonomo nel lato ad est dell'anello (tra Shinagawa e Tabata). Nonostante questo la Yamanote continuò ad utilizzare sporadicamente i tratti della Linea Keihin-Tōhoku, soprattutto nei periodi di punta del traffico pendolare ferroviario. Nel 1988 vennero inaugurati dei servizi rapidi sulla Linea Keihin-Tōhoku e per questo la Yamanote smise di utilizzarla.
Nel 1967, in seguito ad una boom dei trasporti merci sulla linea, fu deciso di spostare il trasporto di merci sulla Linea Musashino. Per far fronte all'incapacità della Linea Musashino di trasportare tutte le merci richieste venne utilizzata anche la Linea Saikyō e la Linea Shōnan-Shinjuku. Nel 2005, La Linea Yamanote trasportava una media di 3,55 milioni di passeggeri ogni giorno, complessivamente 1,3 miliardi di passeggeri l'anno. Questi dati la rendono la linea ferroviaria metropolitana più usata del mondo.

## Nome
"Yamanote" letteralmente significa "nell'entroterra, ai piedi delle colline", ed è un termine usato per distinguere questo tipo di territori da quelli vicini al mare. La parola consiste testualmente dei tre morfemi giapponesi yama 'montagna', no suffisso genitivo, te 'mano', quindi "mano della montagna".
Yamanote-sen è scritto ufficialmente senza kana "no" (の o ノ), rendendo la sua pronuncia ambigua. 山手 può essere pronunciato anche yamate, come in Yamate-dōri (Strada Yamate) che corre parallela al lato ovest della Linea Yamanote. Anche la Linea Seishin-Yamate a Kōbe e l'area Yamate di Yokohama usano questa pronuncia.
Dopo la seconda guerra mondiale, il Comandante supremo delle forze alleate ordinò che i nomi di tutti i treni venissero romanizzati, e la Yamanote fu romanizzata in "LINEA YAMATE". Mantenne entrambe le denominazioni fino al 1971, quando le Ferrovie Nazionali Giapponesi scelsero di adottare la vecchia pronuncia di "Yamanote", questo per evitare di fare confusione con la stazione di Yamate della Linea Negishi di Yokohama, nella stessa regione della Linea Yamanote. Alcuni anziani del posto tuttavia continuano ad indicarla frequentemente come "Linea Yamate".

## Nella cultura di massa

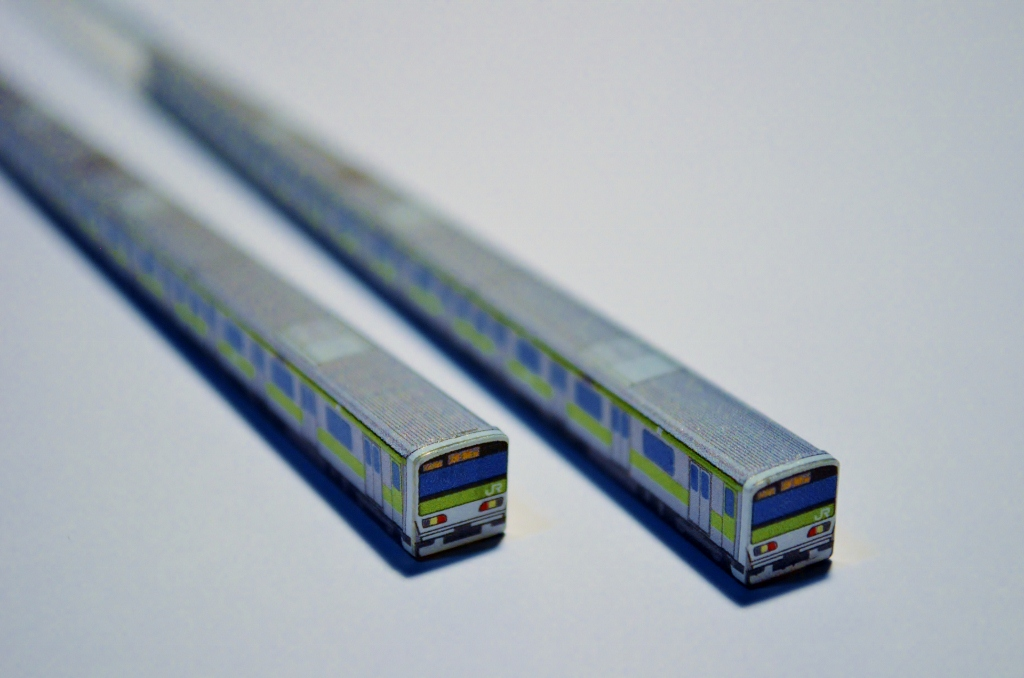
Bacchette per il cibo della Linea Yamanote

Questo ampio percorso metropolitano è entrato nell'immaginario visivo degli otaku grazie a serie di manga ed anime come City Hunter (il protagonista accetta i propri incarichi su una lavagnetta della stazione di Shinjuku della Yamanote), X (la linea è una delle barriere magiche che proteggono la città dalla distruzione) o Death Note (il protagonista si serve della Yamanote per attuare uno dei suoi piani).
Gli amanti di videogiochi possono addirittura condurre virtualmente un treno della Yamanote grazie alle popolari serie di simulazione di guida di treni ongakukan (per PC e console domestiche) e Densha De Go! (per sale giochi, PC e console domestiche).
Per la città, la linea Yamanote ha un significato anche simbolico, poiché visto dall'alto il percorso non è un cerchio esatto, ma bensì ha la forma di mano benedicente di Buddha, come a proteggere Tokyo.
In Giappone esistono decine di gadget riguardanti la linea Yamanote. Gli appassionati possono comprare bacchette a forma di carrozza di linea Yamanote, ma anche salvadanai, biro, portachiavi, calze, ecc. Tutti questi oggetti richiamano i treni grigio-verde della famosa linea.

## Fermate
La linea è gestita dalla compagnia JR East e collega:
| Numero Stazione | Stazione         | Giapponese       | Interscambi con linee JR e ferrovie private | Interscambi con linee metropolitane | Posizione |
| --------------- | ---------------- | ---------------- | --- | --- | --------- |
| JY24            | Ōsaki            | 大崎             | ■ Linea Shōnan-Shinjuku ■ Linea Saikyō | Linea Rinkai (Tokyo Waterfront Area Rapid Transit) | Shinagawa |
| JY23            | Gotanda          | 五反田           | Tōkyū Corporation: Linea Tōkyū Ikegami | Tōei : ● Linea Asakusa (A-05) | Shinagawa |
| JY22            | Meguro           | 目黒             | Tōkyū Corporation: Linea Tōkyū Meguro | Tokyo Metro: ● Linea Namboku Tōei : ● Linea Mita (I-01) | Shinagawa |
| JY21            | Ebisu            | 恵比寿           | ■ Linea Shōnan-Shinjuku ■ Linea Saikyō | Tokyo Metro: ● Linea Hibiya (H-02) | Shibuya   |
| JY20            | Shibuya          | 渋谷             | ■ Linea Shōnan-Shinjuku ■ Linea Saikyō ■ Linea Keiō Inokashira ■ Linea Tōkyū Den-en-toshi ■ Linea Tōkyū Tōyoko | Tokyo Metro: ● Linea Ginza ● Linea Hanzōmon ● Linea Fukutoshin | Shibuya   |
| JY19            | Harajuku         | 原宿             | | Tokyo Metro: ●Linea Chiyoda (Meiji-Jingūmae, C-03) ● Linea Fukutoshin (Meiji-Jingūmae) | Shibuya   |
| JY18            | Yoyogi           | 代々木           | ■ Linea Chūō-Sōbu | Tōei: ● Linea Ōedo (E-26) | Shibuya   |
| JY17            | Shinjuku         | 新宿             | ■ Linea Chūō ■ Linea Chūō-Sōbu ■ Linea Shōnan-Shinjuku ■ Linea Saikyō ■ Linea Keiō ■ Nuova linea Keiō ■ Linea Odakyū Odawara ■ Linea Seibu Shinjuku (alla stazione di Seibu Shinjuku) | Tokyo Metro: ● Linea Marunouchi (M-08) Tōei : ● Linea Shinjuku (S-01) ● Linea Ōedo | Shinjuku  |
| JY16            | Shin-Ōkubo       | 新大久保         | | | Shinjuku  |
| JY15            | Takadanobaba     | 高田馬場         | ■ Linea Seibu Shinjuku | Tokyo Metro: ●Linea Tōzai (T-03) | Shinjuku  |
| JY14            | Mejiro           | 目白             | | | Toshima   |
| JY13            | Ikebukuro        | 池袋             | ■ Linea Shōnan-Shinjuku ■ Linea Saikyō ■ Linea Seibu Ikebukuro ■ Linea Tōbu Tōjō | Tokyo Metro: ● Linea Marunouchi (M-25) ● Linea Yūrakuchō (Y-09) | Toshima   |
| JY12            | Ōtsuka           | 大塚             | | Tōei: ● Linea Toden Arakawa (Tram) | Toshima   |
| JY11            | Sugamo           | 巣鴨             | | Tōei: ● Linea Mita (I-15) | Toshima   |
| JY10            | Komagome         | 駒込             | | Tokyo Metro: ● Linea Namboku (N-14) | Toshima   |
| JY09            | Tabata           | 田端             | ■ Linea Keihin-Tōhoku | | Kita      |
| JY08            | Nishi-Nippori    | 西日暮里         | ■ Linea Keihin-Tōhoku | Tokyo Metro: ●Linea Chiyoda (C-16) Tōei: ● Linea Nippori-Toneri | Arakawa   |
| JY07            | Nippori          | 日暮里           | ■ Linea Jōban ■ Linea Keihin-Tōhoku ■ Linea Keisei principale | Tōei: ● Linea Nippori-Toneri | Arakawa   |
| JY06            | Uguisudani       | 鶯谷             | ■ Linea Keihin-Tōhoku | | Taitō     |
| JY05            | Ueno             | 上野             | ■ Linea Jōban ■ Linea Keihin-Tōhoku ■ Shinkansen (linee ad alta velocità per il nord del Giappone) - Tōhoku - Jōetsu - Hokuriku (Nagano) - Yamagata - Akita ■ Linea Keisei principale (stazione di Keisei Ueno)                                                                                                  | Tokyo Metro: ● Linea Ginza (G-16) ● Linea Hibiya (H-17) | Taitō     |
| JY04            | Okachimachi      | 御徒町           | ■ Linea Keihin-Tōhoku | | Taitō     |
| JY03            | Akihabara        | 秋葉原           | ■ Linea Chūō-Sōbu ■ Linea Keihin-Tōhoku Tsukuba Express | Tokyo Metro: ● Linea Hibiya (H-15) | Chiyoda   |
| JY02            | Kanda            | 神田             | ■ Linea Keihin-Tōhoku ■ Linea Principale Chūō | Tokyo Metro: ● Linea Ginza | Chiyoda   |
| JY01            | Tokyo            | 東京             | ■ Linea Keihin-Tōhoku ■ Linea Principale Chūō ■ Linea Yokosuka (Linea Principale Tōkaidō) ■ Linea Principale Sōbu ■ Linea Keiyō ■ Linea Musashino ■ Tōhoku Shinkansen (linee ad alta velocità per il nord del Giappone): - Tōhoku - Jōetsu - Hokuriku (Nagano) - Yamagata - Akita ■ Tōkaidō Shinkansen (termine) | Tokyo Metro: ● Linea Marunouchi (M-17) ● Linea Ginza (G-13) | Chiyoda   |
| JY30            | Yūrakuchō        | 有楽町           | ■ Linea Keihin-Tōhoku | Tokyo Metro: ● Linea Yūrakuchō (Y-18) ● Linea Hibiya (alla stazione di Hibiya H-07) ●Linea Chiyoda (alla stazione di Hibiya C-09) Tōei Metro: ● Linea Mita (alla stazione di Hibiya C-09) | Minato    |
| JY29            | Shimbashi        | 新橋             | ■ Linea Keihin-Tōhoku ■ Linea Yokosuka (Linea Principale Tōkaidō) ■ Yurikamome | Tokyo Metro: ● Linea Ginza (G-08) Tōei: ● Linea Asakusa (A-10) | Minato    |
| JY28            | Hamamatsuchō     | 浜松町           | ■ Linea Keihin-Tōhoku Monorotaia di Tokyo | Tōei: ● Linea Asakusa (Stazione di Daimon, A-09) ● Linea Ōedo (Stazione di Daimon, E-20)                                                                                                  | Minato    |
| JY27            | Tamachi          | 田町             | ■ Linea Keihin-Tōhoku | | Minato    |
| JY26            | Takanawa Gateway | 高輪ゲートウェイ | ■ Linea Keihin-Tōhoku | Tōei: ● Linea Asakusa (Stazione di Sengakuji, A-07) | Minato    |
| JY25            | Shinagawa        | 品川             | ■ Linea Keihin-Tōhoku ■ Linea Yokosuka (Linea Principale Tōkaidō) ■ Tōkaidō Shinkansen ■ Linea Keikyū principale | | Minato    |

## Materiale rotabile
Il servizio sulla linea ha impiegato i treni serie E231-500 composti da 11 carrozze introdotti gradualmente a partire dall'aprile 2002. Questi convogli hanno sostituito i precedenti treni serie 205, che furono introdotti nel 1985 e dismessi definitivamente nell'aprile del 2005. In precedenza il servizio era eseguito tramite treni serie 103 che furono dismessi nel 1988. A partire dal 30 novembre 2015 ha fatto la prima comparsa sulla linea anche la serie E235, che, entro il 2020, sostituiranno i vecchi elettrotreni della serie E231-500.

## Progetti futuri
Nel 2020,in tempo per le Olimpiadi, è prevista l'inaugurazione della stazione Takanawa Gateway posizionata tra Tamachi e Shinagawa. Gli spazi della stazione adibiti allo shopping e alla ristorazione però apriranno non prima del 2024.